# Junker
Junker (de l'alemany, jung Herr «jove senyor»), pronunciació: [ˈʝʊŋkʿɐ], era la noblesa terratinent que va dominar l'Alemanya septentrional (és a dir, sota dominació prussiana) al llarg del segle xix i principis del segle xx.

## Història
Pertanyents a Prússia en la seva majoria, van sorgir de la baixa noblesa i van seguir les tradicions de l'aristocràcia alemanya, on el primogènit rebia tota l'herència, i els altres fills eren enviats a l'exèrcit o l'església, mentre que a les filles se'ls buscava el millor marit possible. Així, molts clans van assolir reunir grans finques i un gran poder a través de les seves nombroses, i ben situades, connexions familiars.
Personatges tan influents com l'estadista Otto von Bismarck, el president de la República de Weimar, Paul von Hindenburg i el destacat mariscal de camp Gerd von Rundstedt pertanyien a l'elit junker. El seu declivi va començar amb l'Alemanya nazi, ja que Adolf Hitler no va tenir tractes amb ells. Després, igual que milions d'alemanys ètnics, van ser expulsats dels territoris perduts per Alemanya en la guerra (especialment Polònia occidental). Posteriorment, a la República Democràtica Alemanya (la meitat septentrional de la qual estava formada per territoris pertanyents a l'estat de Prússia, dissolt pels aliats) es va prohibir la possessió de terres que superessin una certa grandària, la qual cosa va suposar la fi d'aquesta noblesa terratinent.